# Dicladispa capensis
Dicladispa capensis is een keversoort uit de familie bladkevers (Chrysomelidae). De wetenschappelijke naam van de soort werd in 1784 gepubliceerd door Thunberg.